# Sarah Lancaster
Sarah Beth Lancaster (Overland Park, 12 de Fevereiro de 1980) é uma atriz estadunidense. Ela é mais conhecida por seus papéis em seriados como What about Brian, Everwood e Chuck (série), interpretando a irmã de Chuck, Ellie Bartowski. Lancaster também se tornou famosa por seu outros talentos (como dançar e cantar funk e jazz), e seus namoros com outras celebridades, tais quais Matthew Davis, seu colega em What about Brian, e Jeffrey Dean Morgan.

## Biografia
Lancaster nasceu e cresceu em Overland Park, no estado do Kansas, ao lado de seu irmão mais novo Daniel; Barbara, sua mãe, era uma empreiteira, enquanto seu pai seguia a carreira de corretor imobiliário. Em pouco tempo, o trabalho dos pais fizeram os jovens irmãos se mudarem para Mission Viejo, na Califórnia.
Foi na Califórnia onde Lancaster teve suas primeiras aulas de interpretação e teatro. Suas habilidades a levaram a um agente de talentos, que assegurou seu primeiro papel regular em uma série de televisão. A série em questão era Saved by the Bell: The New Class, um spin-off de Saved by the Bell, onde a atriz permaneceu por duas temporadas. Durante este tempo, Sarah cresceu na carreira, se formou no colegial, e a partir daí, mudou-se para Los Angeles com o objetivo de perseguir seu sonho, tornar-se uma atriz reconhecida.
Participações em séries de televisão se tornaram freqüentes após essa fase, e logo co-estrelou em seriados de sucesso, como Dawson's Creek, CSI: Crime Scene Investigation, That '70s Show, Boston Public, Dr. Vegas e Everwood, onde interpretou o interesse amoroso de um dos protagonistas, e ganhou grande destaque na trama. Em 2007, a atriz foi escalada para um novo papel em uma série de televisão que estreou neste mesmo ano, Chuck, da rede NBC, criada pelo bem sucedido Josh Schwartz.

## Vida pessoal
Lancaster é casada com o advogado Matthew Jacobs. Ela deu à luz seu primeiro filho, Oliver Michael em 29 de junho de 2011.

## Filmografia
| Filmes | Filmes                             | Filmes                | Filmes                |
| Ano    | Título                             | Papel                 | Notas                 |
| ------ | ---------------------------------- | --------------------- | --------------------- |
| 1999   | Sorority                           | Skylar Sinclair       | Filme de TV           |
| 1999   | Michael Landon, the Father I Knew  | Leslie Landon         | Filme de TV           |
| 2000   | Rocket's Red Glare                 | Carol                 | Filme de TV           |
| 2000   | Teacher's Pet                      | Tracy Carley          |                       |
| 2000   | Lovers Lane                        | Chloe Grefe           |                       |
| 2000   | Cruel Intentions 2                 | Millicent Davies      | Cenas deletadas       |
| 2002   | Catch Me If You Can                | Mulher                | Participação especial |
| 2005   | Living With the Enemy              | Allison Conner Lauder | Filme de TV           |
| 2008   | Smother                            | Holly                 |                       |
| 2011   | The Good Doctor                    | Christine             | Sem créditos          |
| 2011   | Straight White Male                | Holly                 | Filme de TV           |
| 2013   | The Preacher's Mistress            | Gwen                  | Filme de TV           |
| 2013   | Fir Crazy                          | Elise                 | Filme de TV           |
| 2014   | Love Finds You in Sugarcreek, Ohio | Rachel Troyer         | Filme de TV           |
| 2014   | The Judge                          | Lisa                  |                       |
| 2014   | Looking for Mr Right               | Annie Buttler         | Filme de TV           |
| 2015   | Tis' the season for Love           | Beth Baker            | Filme de TV           |
| 2017   | The Terror of Hallow's Eve         | Linda                 |                       |
| 2017   | The Stray                          | Michelle Davis        |                       |

| Televisão | Televisão                        | Televisão         | Televisão                               |
| Ano       | Título                           | Papel             | Notas                                   |
| --------- | -------------------------------- | ----------------- | --------------------------------------- |
| 1993      | Saved by the Bell: The New Class | Rachel Meyers     | 79 episódios (1993-1996)                |
| 1997      | Unhappily Ever After             | Alice             | Episódio: "B-Minus Blues"               |
| 1997      | Sabrina, the Teenage Witch       | Jean              | Episódio: "Dante's Inferno"             |
| 1997      | Night Man                        | Gloria            | Episódio: "In the Still of the Night"   |
| 1998      | Pacific Blue                     | Julianne Taylor   | Episódio: "Best Laid Plans"             |
| 1998      | Conrad Bloom                     | Garota            | Episódio: "The Spazz Singer"            |
| 1999      | Rescue 77                        |                   | Episódio: "A Bumpy Ride"                |
| 1999      | Undressed                        | Liz               | 10 episódios                            |
| 2000      | Zoe, Duncan, Jack & Jane         | Eileen            | Episódio: "The Customer Is Always Vic"  |
| 2000      | Dawson's Creek                   | Shelley           | Episódio: "Stolen Kisses"               |
| 2001      | Dharma & Greg                    | Wendy             | Episódio: "Wish We Weren't Here"        |
| 2002      | Boston Public                    | Chrissy Fields    | 2 episódios                             |
| 2002      | Off Centre                       | Kendall           | Episódio: "Love Is a Pain in the A**"   |
| 2002      | That '70s Show                   | Melanie           | Episódio: "Over the Hills and Far Away" |
| 2002      | Half & Half                      | Merce             | 2 episódios                             |
| 2002      | Scrubs                           | Lisa              | 3 episódios (2002-2006)                 |
| 2003      | 7th Heaven                       | Veronica          | Episódio: "Stand Up"                    |
| 2003      | Six Feet Under                   | Filha alternativa | Episódio: "Perfect Circles"             |
| 2003      | CSI: Crime Scene Investigation   | Sra. Mercer       | Episódio: "Precious Metal"              |
| 2003      | Everwood                         | Madison Kellner   | 20 episódios (2003-2006)                |
| 2004      | Dr. Vegas                        | Veronica Harold   | 10 episódios (2004-2006)                |
| 2006      | Four Kings                       | Heather           | Episódio: "One Night Stand Off"         |
| 2006      | What about Brian                 | Marjorie Seaver   | 17 episódios (2006-2007)                |
| 2007      | Chuck                            | Ellie Bartowski   | 91 episódios (2007-2012)                |
| 2009      | Hawthorne                        | Courtney          | Episódio: "No Guts, No Glory"           |
| 2015      | Revenge                          | April Hunter      | Episódio: "Retaliation"                 |